# Liberální strana Kanady
Liberální strana Kanady (anglicky Liberal Party of Canada, francouzsky Parti libéral du Canada), hovorově známá jako the Grits, je kanadská politická strana. V kanadském politickém spektru se strana řadí od středu až k levému středu. Strana vyhrála parlamentní volby v říjnu 2015. Předtím působila devět let v opozici. Představuje nejstarší politický subjekt, který funguje na federální úrovni.
Je jedinou stranou, jež přetrvala ještě z dob kanadské konfederace. Liberální strana dominovala kanadské politice po většinu její historie a ve 20. století vládla téměř 69 let, což je mnohem více, než jakákoli jiná strana ve vyspělých zemích.
V březnu 2025 byl vůdcem strany zvolen kanadský premiér Mark Carney.

## Program
V současné době má Liberální strana ve svém programu mnoho názorů z levého i pravého křídla politického spektra. V letech 1993 až 2006, kdy byla vládní stranou, silně prosazovala vyrovnaný rozpočet a eliminaci dluhu z federálního rozpočtu tak, že v roce 1995 omezila výdaje na sociální programy. Prosadila rovněž legalizaci sňatku osob stejného pohlaví, užití marihuany nejdříve pro lékařské účely a navrhla kompletní zrušení trestů za držení malého množství této látky. V roce 2018 se Kanada stala druhou zemí, která zlegalizovala konopí pro rekreační účely. Strana má obecně liberální názory na řadu sociálních záležitostí jako je například interrupce. Naproti tomu, i v této straně existuje sociálně konzervativní křídlo.

## Regionální strany
Některé provincie a teritorium mají své regionální verze Liberální strany, avšak jen čtyři provincie mají Liberální strany propojené s tou federální. V případě ostatních provincií je vztah buď velmi volný (Ontario, Québec, Manitoba, Alberta a Yukon) a nebo dříve existoval, ale postupem času se regionální verze od federální strany distancovala a změnila svou ideologii (Britská Kolumbie). Severozápadní teritoria a Nunavut mají bezpartijní vlády a legislativy.

## Výsledky federálních voleb ve 21. století
| Volby | Lídr              | Počet hlasů | %     | Počet mandátů | Změna | Postavení         |
| ----- | ----------------- | ----------- | ----- | ------------- | ----- | ----------------- |
| 2000  | Jean Chrétien     | 5 252 031   | 40,85 | 172/301       | +17   | většinová vláda   |
| 2004  | Paul Martin       | 4 982 220   | 36,73 | 135/308       | −37   | menšinová vláda   |
| 2006  | Paul Martin       | 4 479 415   | 30,23 | 103/308       | −32   | oficiální opozice |
| 2008  | Stéphane Dion     | 3 633 185   | 26,26 | 77/308        | −26   | oficiální opozice |
| 2011  | Michael Ignatieff | 2 783 175   | 18,91 | 34/308        | −43   | opozice           |
| 2015  | Justin Trudeau    | 6 928 055   | 39,47 | 184/338       | +150  | většinová vláda   |
| 2019  | Justin Trudeau    | 6 018 728   | 33,12 | 157/338       | −27   | menšinová vláda   |
| 2021  | Justin Trudeau    | 5 555 414   | 32,6  | 159/338       | +2    | menšinová vláda   |
| 2025  | Mark Carney       | ?           | ?     | ?             | ?     | ?                 |